# Messier 77
Messier 77 (M77 o NGC 1068) és una galàxia espiral barrada situada a uns 47 milions d'anys llum a la constel·lació de la Balena. Va ser descoberta per Pierre Méchain el 1780. Posteriorment Charles Messier la va incloure al seu catàleg. Tant Messier com William Herschel van descriure aquesta galàxia com a cúmul estel·lar.
M77 és una de les galàxies més grans del catàleg Messier. La seva àrea brillant abasta uns 120.000 anys llum, però les seves extensions més tènues arriben a fins a prop dels 170.000 anys llum. Apareix com una magnífica espiral amb amplis braços estructurats, que en la regió interna mostren una població estel·lar jove, però a l'allunyar-se del centre predomina el color groguenc característic d'una població estel·lar vella.
M77 està classificada com una galàxia Seyfert de tipus II, i és la representant més propera i brillant d'aquesta classe de galàxies actives. El nucli galàctic és una font intensa de ràdio coneguda com a Cetus A. Investigacions portades a terme en l'infraroig per astrònoms del Caltech han revelat una font intensa d'aparença puntual, amb menys de 12 anys llum de diàmetre envoltada per una estructura allargada de 100 anys llum d'extensió (una concentració d'estrelles o de matèria interestel·lar). Aquestes estructures no són observables en les imatges obtingudes amb el Telescopi Espacial Hubble en llum visible a causa d'un núvol de pols interestel·lar. L'objecte central responsable de l'activitat Seyfert té una massa d'uns 10 milions de masses solars. Així mateix s'ha trobat un disc gegant d'uns 5 anys llum de diàmetre que orbita aquest objecte i que conté molècules d'aigua.

## Observació
M77 és visible al setembre a l'hemisferi nord. Situada sota l'estrella γ Cet, i just al costat de l'estrella δ Cet.
M77 és el membre dominant d'un petit grup de galàxies (Grup d'M77), que inclou NGC 1055, NGC 1073, UGC 2161, UGC 2275, UGC 2302, UGCA 44 i Markarian 600.